# Sarcinodes aegrota
Sarcinodes aegrota är en fjärilsart som beskrevs av Butler 1886. Sarcinodes aegrota ingår i släktet Sarcinodes och familjen mätare. Inga underarter finns listade.